# 鬼束直
鬼束 直（おにづか なおし）は、日本の漫画家。主に成人向け漫画を執筆している。

## 概略
2004年、茜新社の『COMIC LO Vol.4』に「ツカサとツバサ」を掲載。以来、同誌を中心に作品を発表している。
同人サークル「浜ん町ジプト」で活動していたが、2013年以降は活動を休止している。

## 作品リスト

### 単行本
成年向け
1. 『Life Is Peachy?（ライフイズピーチー?）』 2005年5月15日発売[2]、茜新社〈TENMACOMICS LO #16〉、ISBN 978-4-87182-762-1
2. 『ワン ホット ミニット（one hot minute）』 2007年1月25日発売[3]、茜新社〈TENMACOMICS LO #38〉、ISBN 978-4-87182-890-1
3. 『Lovable（らばぼー）』 2008年12月20日発売[4]、茜新社〈TENMACOMICS LO #64〉、ISBN 978-4-86349-044-4
4. 『ポルノグラフィティ』（Porno Graffiti） 2011年1月28日発売[5]、茜新社〈TENMACOMICS LO #99〉、ISBN 978-4-86349-202-8
5. 『morning view（モーニング ビュー）』 2014年3月28日発売[6]、茜新社〈TENMACOMICS LO #150〉、ISBN 978-4-86349-418-3
6. 『いもーてぃぶ（emotive）』 2016年4月28日発売[7]、茜新社〈TENMACOMICS LO #193〉、ISBN 978-4-86349-555-5
7. 『あんだーとう -undertow』 2018年6月28日発売[8]、茜新社〈TENMACOMICS LO #234〉、ISBN 978-4-86349-713-9
8. 『うぇるかむ☆ほーむ』 2021年3月27日発売[9]、茜新社〈TENMACOMICS LO #285〉、ISBN 978-4-86349-862-4
9. 『オーバーキル』 2023年12月27日発売[10]、茜新社〈TENMACOMICS LO #336〉、ISBN 978-4-86349-962-1

## 単行本のタイトルについて
全ての単行本において、同じタイトルの音楽アルバムが既存する。以下に例示する。
- 『Life Is Peachy（英語版）』 - コーン（1996年）
- 『One Hot Minute』 - レッド・ホット・チリ・ペッパーズ（1995年）
- 『Lovable』 - 佐倉紗織（2007年）
- 『Pornograffitti』 - エクストリーム（1990年）
- 『Morning View（英語版）』 - インキュバス（2001年）
- 『eMOTIVe（英語版）』 - ア・パーフェクト・サークル（2004年）
- 『Undertow（英語版）』 - トゥール（1993年）